# François de Lamothe
François de Lamothe (* 9. Mai 1928 in Meaux, Frankreich; † 3. November 2011 in Paris) war ein französischer Filmarchitekt.

## Leben
De Lamothe war, neben Jacques Saulnier und Bernard Evein, einer der bedeutendsten und gefragtesten Szenenbildner des französischen Unterhaltungskinos seiner Generation. In Paris studierte er an der École des Beaux-Arts und erhielt sein filmisches Rüstzeug am Institut des hautes études cinématographiques. Praktische Erfahrungen sammelte de Lamothe als Assistent der Filmarchitekten Max Douy und Serge Pimenoff. Sein Arbeitsfeld umfasste neben dem Kino auch das Theater und das Fernsehen.
De Lamothes erste Tätigkeit für den Film war 1954 der Skizzenentwurf zu Weiße Sklavinnen für Tanger (Les impures), 1957/58 arbeitete er regelmäßig als Szenenbildnerassistent für den Kinofilm: Weiße Fracht aus Paris (Cargaison blanche), Die Zwillinge und der Mörder (Les trois font la paire), Der sechste Mann (Tous peuvent me tuer) und Das Leben zu zweit (La vie à deux). Als Chefarchitekt seit 1958 eingesetzt, wurde François de Lamothe bald bevorzugt für die Filme der Komödienspezialisten Philippe de Broca und Édouard Molinaro geholt. Er entwarf aber auch häufig die Dekorationen zu dramatischen Stoffen, darunter Krimis um zynische Helden und einsame Anti-Helden, die unter der Regie von Jean-Pierre Melville (Der eiskalte Engel), Julien Duvivier (Rasthaus des Teufels) und immer wieder Jacques Deray entstanden. Auch der als Schauspieler zu einiger Bekanntheit gelangte Regisseur Robert Hossein nutzte de Lamothes Können.
Zu François de Lamothes besten Arbeiten gehören Filme mit historischem Bezug und Literaturadaptionen, darunter Roger Vadims Der Reigen, Bud Yorkins Die französische Revolution fand nicht statt, Dominique Delouches 24 Stunden aus dem Leben einer Frau und Peter Glenvilles Hotel Paradiso. Bei diesen Inszenierungen ließ er, mit viel Liebe zum Detail, die Welten der Belle Epoque und der Romantik wiederaufleben. In seinen Dekorationen bewegten sich de facto sämtliche Topstars des französischen Kinos der 60er bis 80er Jahre, darunter Louis de Funès, Jean-Paul Belmondo, Alain Delon und Lino Ventura.

## Filmografie
- 1958: Die Nacht und ihr Preis (Cette nuit-là)
- 1960: Pierrot la tendresse
- 1961: Die drei Wahrheiten (Le Puits aux trois vérités)
- 1961: Cartouche, der Bandit (Cartouche)
- 1962: Der Teufel und die Zehn Gebote (Le Diable et les dix commandements)
- 1962: Hübscher als die Polizei erlaubt (Comment réussir en amour)
- 1963: Rasthaus des Teufels (Chair de poule)
- 1963: Verflucht und vergessen (La Mort d’un tueur)
- 1964: Der Reigen (La Ronde)
- 1964: Jagd auf Männer (La chasse à l’homme)
- 1964: Bei Oscar ist ’ne Schraube locker (Une souris chez les hommes)
- 1964: Der Mann, der Peter Kürten hieß (Le Vampire de Dusseldorf)
- 1965: Die tollen Abenteuer des Monsieur L. (Les Tribulations d’un chinois en Chine)
- 1965: Hotel Paradiso (Hotel Paradiso)
- 1966: Herzkönig (Le Roi de coeur)
- 1967: Die Stunde der Komödianten (The Comedians)
- 1967: Der eiskalte Engel (Le Samouraï)
- 1967: 24 Stunden aus dem Leben einer Frau (24 heures de la vie d’une femme)
- 1968: Die französische Revolution fand nicht statt (Start the Revolution Without Me)
- 1969: Onkel Paul, die große Pflaume (Hibernatus)
- 1969: Mein Onkel Benjamin (Mon oncle Benjamin)
- 1969: Borsalino
- 1970: Madly
- 1970: Sortie de secours
- 1971: La Mandarine
- 1972: Die Geliebte meines Vaters (Le Remparts des béguines)
- 1973: Die Filzlaus (L’Emmerdeur)
- 1973: Le Magnifique – ich bin der Größte (Le Magnifique)
- 1973: Der Spatz von Paris – Edith Piaf (Piaf)
- 1973: Ein Leben lang (Toute une vie)
- 1974: Borsalino & Co. (Borsalino and Co.)
- 1974: Eine Ehe (Mariage)
- 1975: Das Kätzchen (Le Téléphone rose)
- 1975: Catherine & Co. (Catherine et cie.)
- 1976: Emanuela – Garten der Liebe (Emmanuelle 2)
- 1976: Zähme mich – liebe mich (Julie, pot-de-colle)
- 1977: Goodbye Emmanuelle (Goodbye Emmanuelle)
- 1977: Ein verrücktes Huhn (Tendre poulet)
- 1978: Mord in Barcelona (Un papillon sur l’épaule)
- 1978: Ich liebe dich – I Love You – Je t’aime (A Little Romance)
- 1978: Das Freudenhaus in der Rue Provence (One, Two, Two : 122, rue de Provence)
- 1980: Sunday Lovers (Les Séducteurs)
- 1982: Die Legion der Verdammten (Les Misérables)
- 1982: Der Buschpilot (L’Africain)
- 1983: Le bon Plaisir – Eine politische Liebesaffäre (Le Bon Plaisir)
- 1983: Ein Klassemädchen (Just the Way You Are)
- 1985: La gitane – Nichts als Ärger mit den Frauen (La Gitane)
- 1985: Mörderischer Engel (On ne meurt que deux fois)
- 1987: Napoleon and Josephine: A Love Story (TV-Dreiteiler)
- 1989: Dunkle Leidenschaft (Les Bois noirs)
- 1989: Sheherazade – Mit 1001 PS ins Abenteuer (Les 1001 nuits)
- 1990: Rückkehr eines Toten (Netchaïev est de retour)
- 1992: Ein Abendessen mit dem Teufel (Le souper)
- 1993: Der Teddybär (L’Ours en peluche)
- 1994: Jardin des Plantes
- 1997: Der Mann mit der eisernen Maske (The Man in the Iron Mask)
- 2003: Le Squat (TV)
- 2005: Wie sehr liebst du mich? (Combien tu m’aimes?)
- 2009: Ma femme est folle (TV)